# Шатрищенский сельский совет (Ямпольский район)
Шатрищенский сельский совет (укр. Шатрищенська сільська рада) — входит в состав Ямпольского района Сумской области Украины.
Административный центр сельского совета находится в с. Шатрище.

## Совет депутатов
Совет состоит из 16 депутатов и председателя.
- Председатель Совета: Никонов Геннадий Александрович[2]
- Секретарь Совета: Алиховид Галина Николаевна

## Населённые пункты совета
- с. Шатрище
- с. Деражня
- с. Папирня
- с. Скобычевское

## Ликвидированные населённые пункты совета
- с. Жиданов